# Serrablo

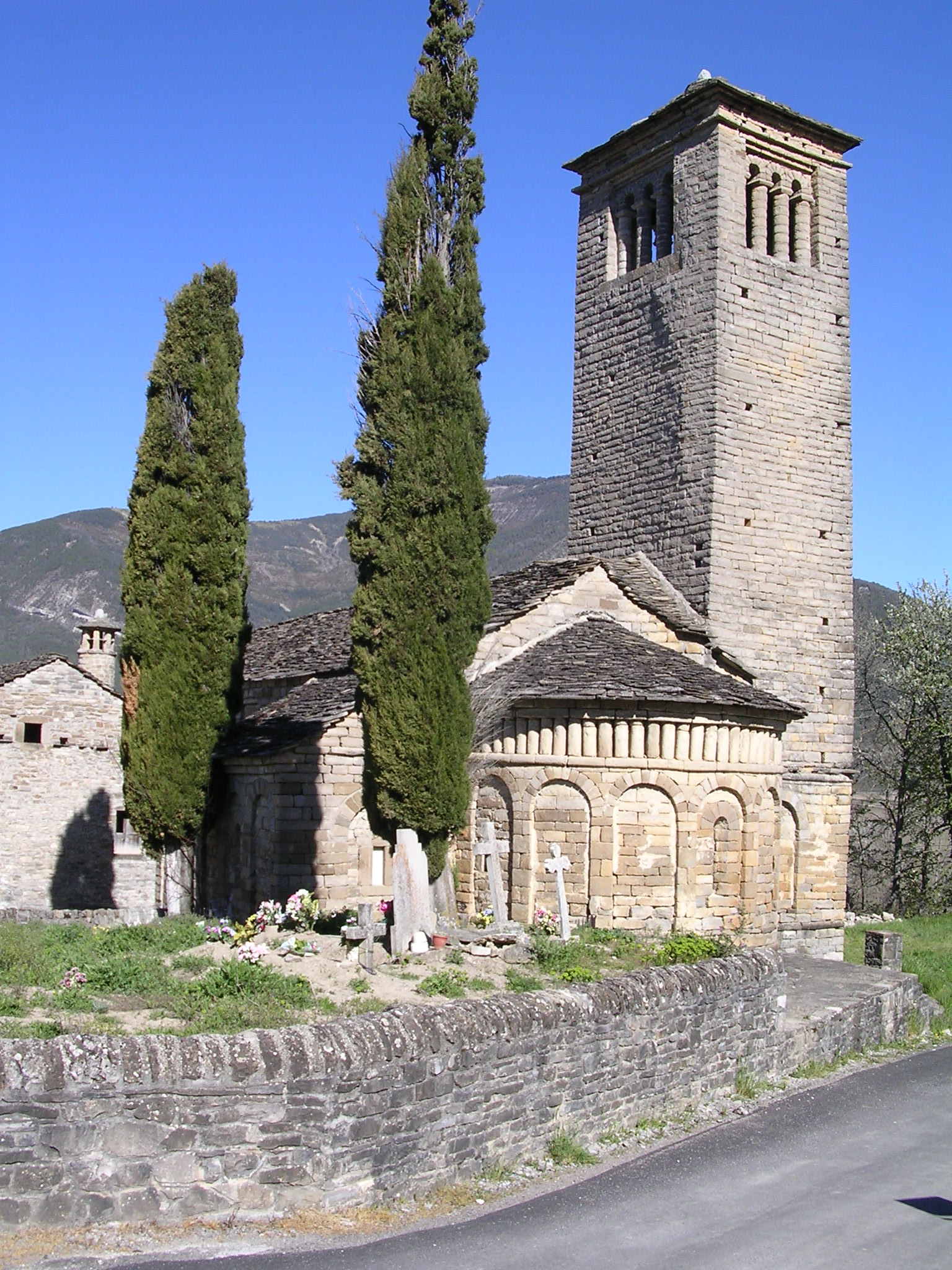
Iglesia de San Pedro de Larrede

Serrablo (en aragonés Sarrablo) es una comarca tradicional, citada desde la época medieval, que hace referencia a los territorios emplazados entre Las Bellostas y Gavín, en el Pirineo oscense.
En un contexto más amplio puede considerarse el Serrablo incluyendo también las zonas de Biescas, Nocito, Javierrelatre, Laguarta, y estimando la capital de comarca a Sabiñánigo, ya que coincide significativamente con la actual comarca del Alto Gállego. 
Su lengua propia ha sido el aragonés serrablés.

## Iglesias de Serrablo
Hay dos estilos distintos de iglesias en Serrablo:
- Mozárabes: pequeñas, provistas de una única nave y con ábside semicircular. En su conjunto, están declaradas como Monumento Histórico Nacional desde 1982. Destacan las de Lárrede, San Juan de Busa, Gavín y Lasieso.
- Románicas: están influidas por la Catedral de Jaca. Destacan las de Latre, Javierrelatre y Orna.

## Casas
En las casas de Serrablo destacan como elemento distintivo sus chimeneas, con sus típicos espantabrujas, así como las falsas o desvanes, en el último piso de la vivienda. Pueden encontrarse casas en las que estas características están especialmente bien conservadas en los lugares de Belarra, Gillué y Orna.